# Georg Friedrich Bihl

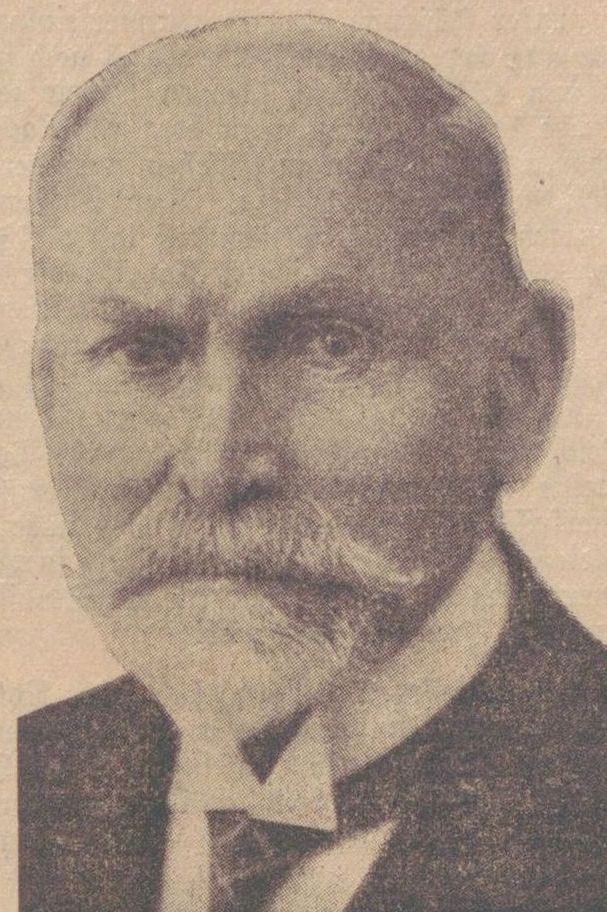
Georg Friedrich Bihl

Georg Friedrich Bihl, auch Georg F. Bihl, (* 13. August 1847 in Waiblingen; † 26. Juni 1935 in Stuttgart) war ein deutscher Architekt. Von Ende der 1880er- bis in die 1930er-Jahre gehörte er der Architektensozietät Bihl & Woltz in Stuttgart an. 

## Leben

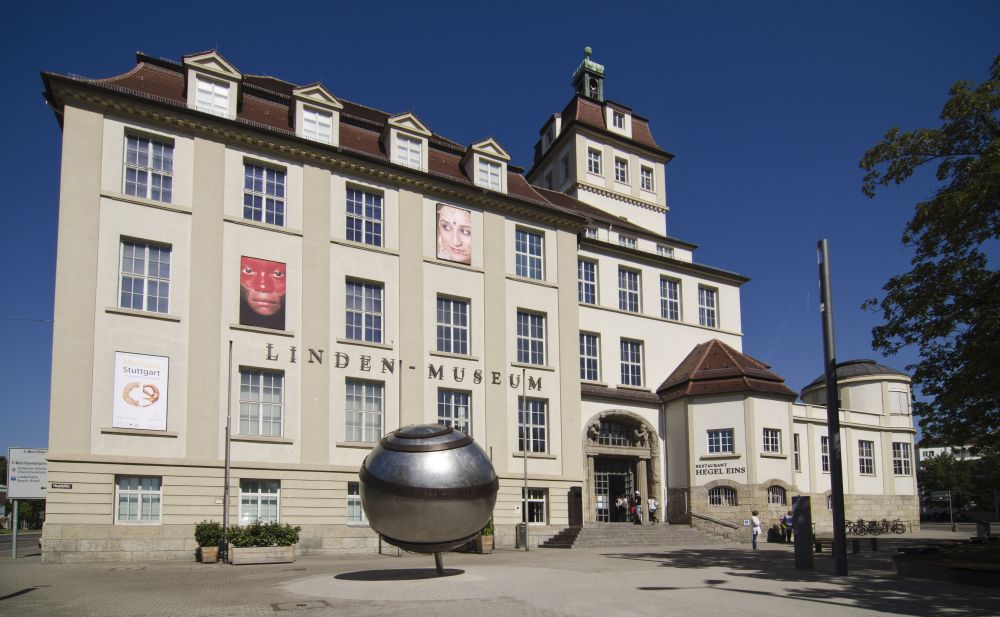
Linden-Museum in Stuttgart-Mitte, am Hegelplatz (Bj. 1911; Architekten: Bihl & Woltz, Georg Eser)

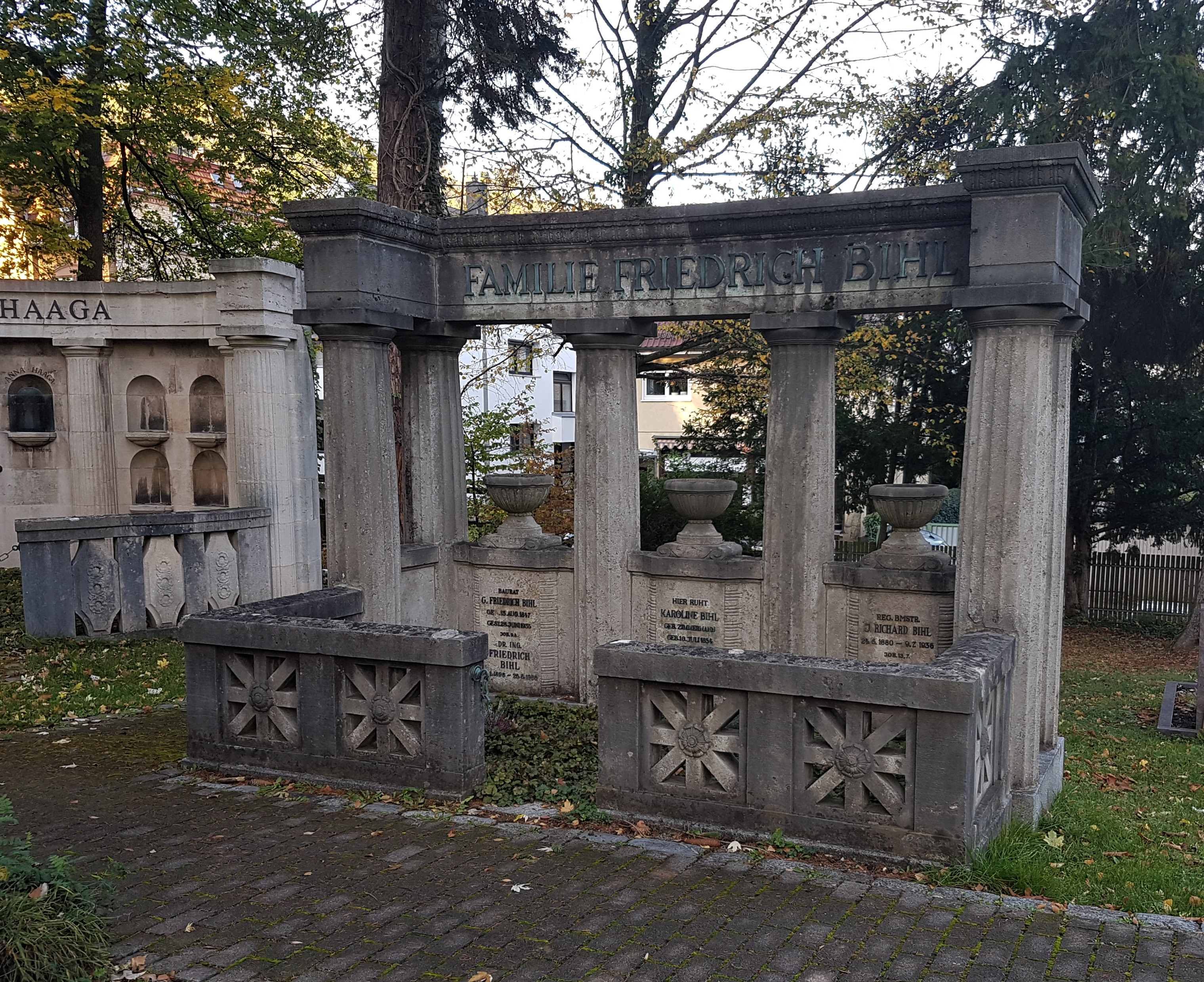
Grabstätte Bihls auf dem Heslacher Friedhof

Georg Friedrich Bihl war als Architekt hauptsächlich in Stuttgart und in ganz Württemberg tätig. Er wurde später mit dem Ehrentitel Baurat ausgezeichnet.
1891 gründete er gemeinsam mit dem Architekten Alfred Woltz die Architektensozietät Bihl & Woltz in Stuttgart, die bis in die 1930er-Jahre tätig war. 
Georg Friedrich Bihl starb 1935, im gleichen Jahr wie sein Partner Woltz. Bihl wurde auf dem Heslacher Friedhof im Stuttgarter Stadtbezirk Süd begraben.

## Auszeichnungen und Ehrungen
Im Jahr 1935 wurde nach Bihls Tod zu seinen Ehren der Bihlplatz nach ihm benannt, der in der Ortsmitte des Stuttgarter Stadtteils Heslach gelegen ist.

## Bauten
→ Bauten-Liste im Artikel Bihl & Woltz